# Micrathena militaris
Micrathena militaris là một loài nhện trong họ Araneidae.
Loài này thuộc chi Micrathena. Micrathena militaris được Johan Christian Fabricius miêu tả năm 1775.